# Fishkill (Nowy Jork)
Fishkill – miasto w Stanach Zjednoczonych, w stanie Nowy Jork, w hrabstwie Dutchess.